# Nimbomollisia eriophori
Nimbomollisia eriophori är en svampart som först beskrevs av L.A. Kirchn., och fick sitt nu gällande namn av John Axel Nannfeldt 1983. Nimbomollisia eriophori ingår i släktet Nimbomollisia, ordningen disksvampar, klassen Leotiomycetes, divisionen sporsäcksvampar och riket svampar.   Inga underarter finns listade i Catalogue of Life.
I den svenska databasen Dyntaxa används istället namnet Niptera eriophori för samma taxon.  Arten är reproducerande i Sverige.